# Thyreus hyalinatus
Thyreus hyalinatus là một loài Hymenoptera trong họ Apidae. Loài này được Vachal mô tả khoa học năm 1903.